# مری
مِری یا سُرخ‌نای (به انگلیسی: esophagus or oesophagus) عضوی در بدن مهره‌داران است که به صورت لوله‌ای عضلانی کار رساندن غذا از حلق به معده را به عهده دارد. این لوله ۲۵ سانتی‌متر طول دارد و بیش‌ترین قسمت آن در قفسه سینه قرار دارد. این مجرا از انتهای تحتانی حلق در محاذات مهره ششم گردنی آغاز و در محاذات مهره دهم سینه‌ای وارد فضای شکمی می‌شود. مری در قسمت جلو با سطح پشتی لوب چپ کبد و در عقب با دیافراگم مجاورت دارد.
مری حلق را به معده متصل می‌کند این اتصال از راه سوراخی که توسط این لوله در دیافراگم ایجاد شده برقرار می‌شود و غذا از این طریق از حلق به معده راه می‌یابد. انتقال غذا از راه مری با کمک انقباض‌های موج‌مانندی که انقباض‌های کرم‌وار یا حرکات لوله گوارش نامیده می‌شود، انجام می‌شود.
دیوارهٔ مری از مجرا به بیرون؛ از غشاء مخاطی، پیش‌غشاء مخاطی، لایه عضلانی و بافت‌های همبند تشکیل شده است.
در انتهای زیرین مری ماهیچه‌ای صاف و حلقوی وجود دارد که از دیدگاه فیزیولوژی مانند یک دریچه عمل می‌کند. هنگامی که این ماهیچه در حالت استراحت قرار دارد، غذا از مری به معده انتقال می‌یابد اما در حالت انقباض از ورود مواد درون معده به مری جلوگیری می‌کند.
در انسان یک سوم بالایی مری از جنس عضلات مخطط و بخش تحتانی آن از جنس عضلات صاف است.
در مری گوارش اتفاق نمی‌افتند و مری تنها مجرایی از حلق به معده برای رساندن مواد غذایی است.
مری آنزیم ترشحی ندارد. در مری حرکت‌های کرمی‌شکل اتفاق می‌افتد که تنها برای انتقال غذا به معده است

## بیماری‌های مری
بیماری‌های مختلفی مانند دیسفاژی، آشالازی، اسپاسم منتشر مری، بلع دردناک، اسکلروز، ریفلاکس، ازوفاژیت و سرطان می‌توانند مری را درگیر سازند.

## نگارخانه

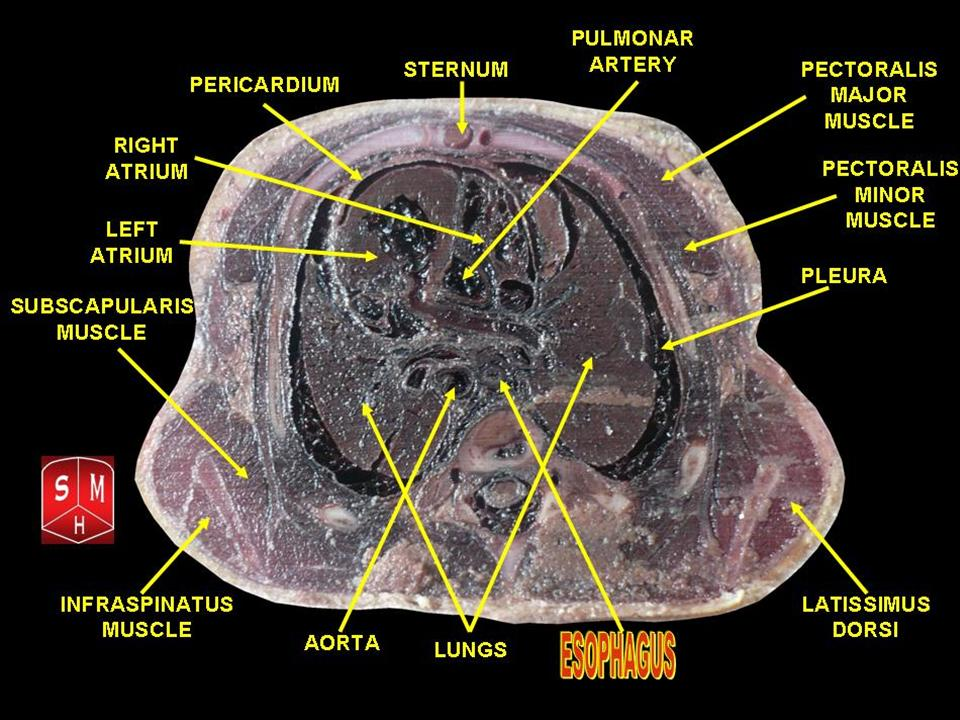
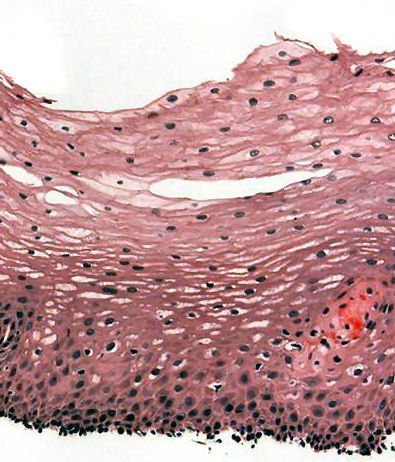
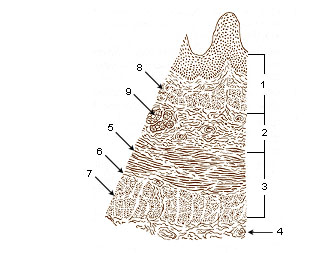
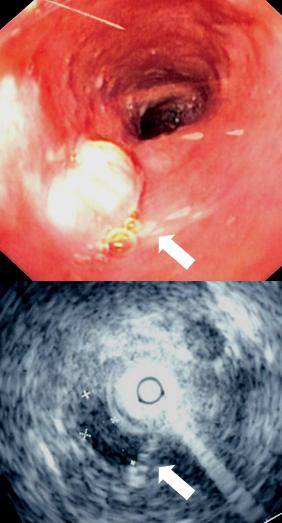
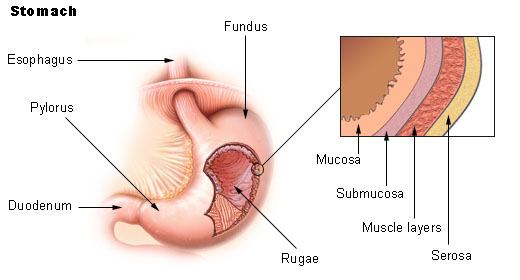
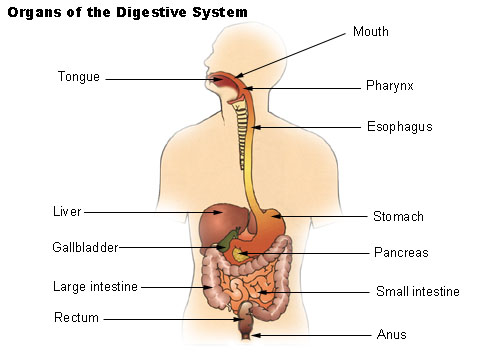
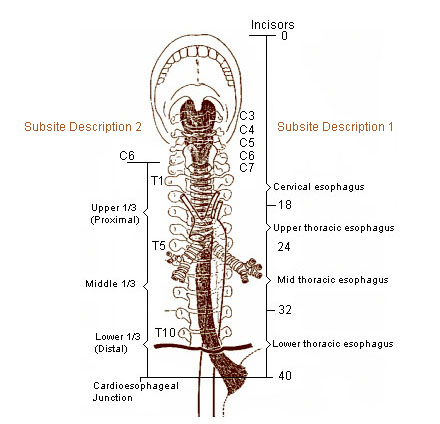
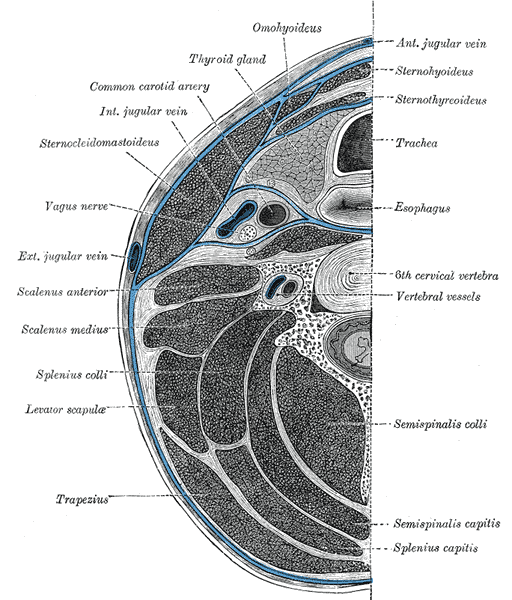
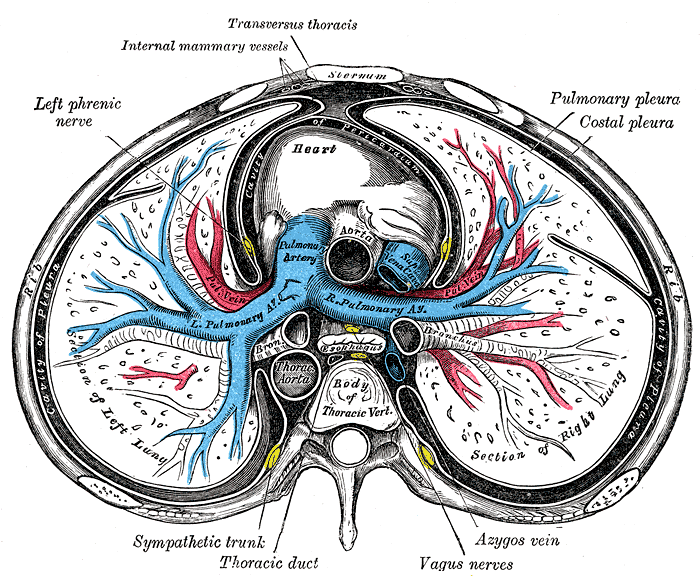
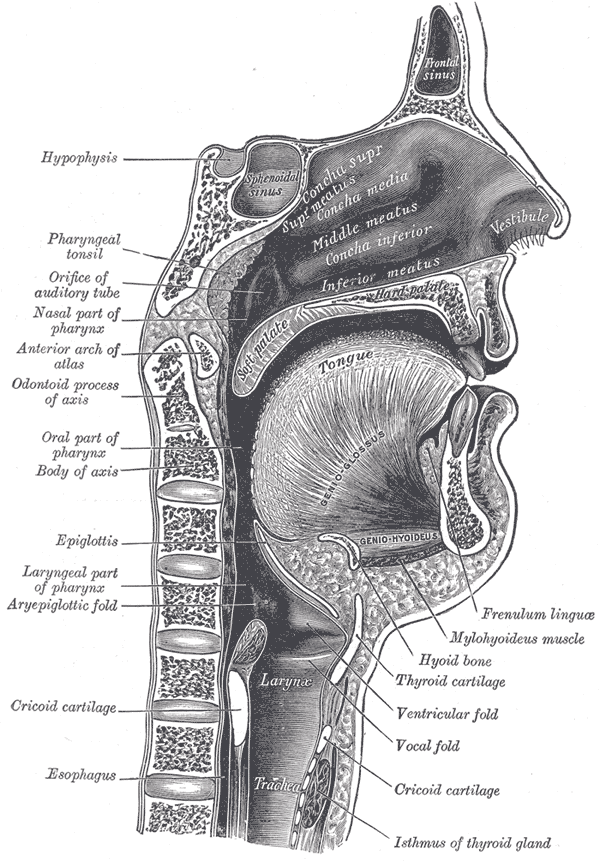
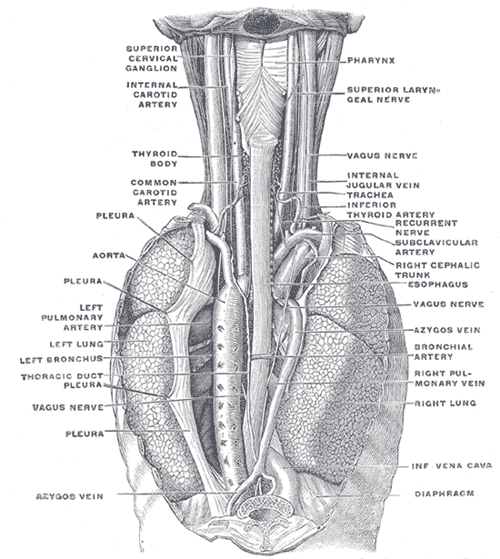
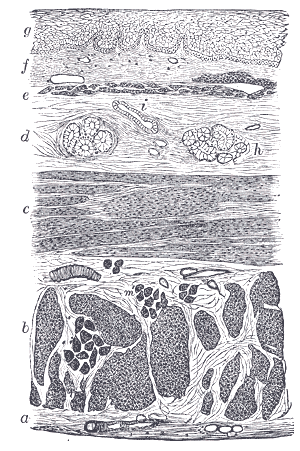
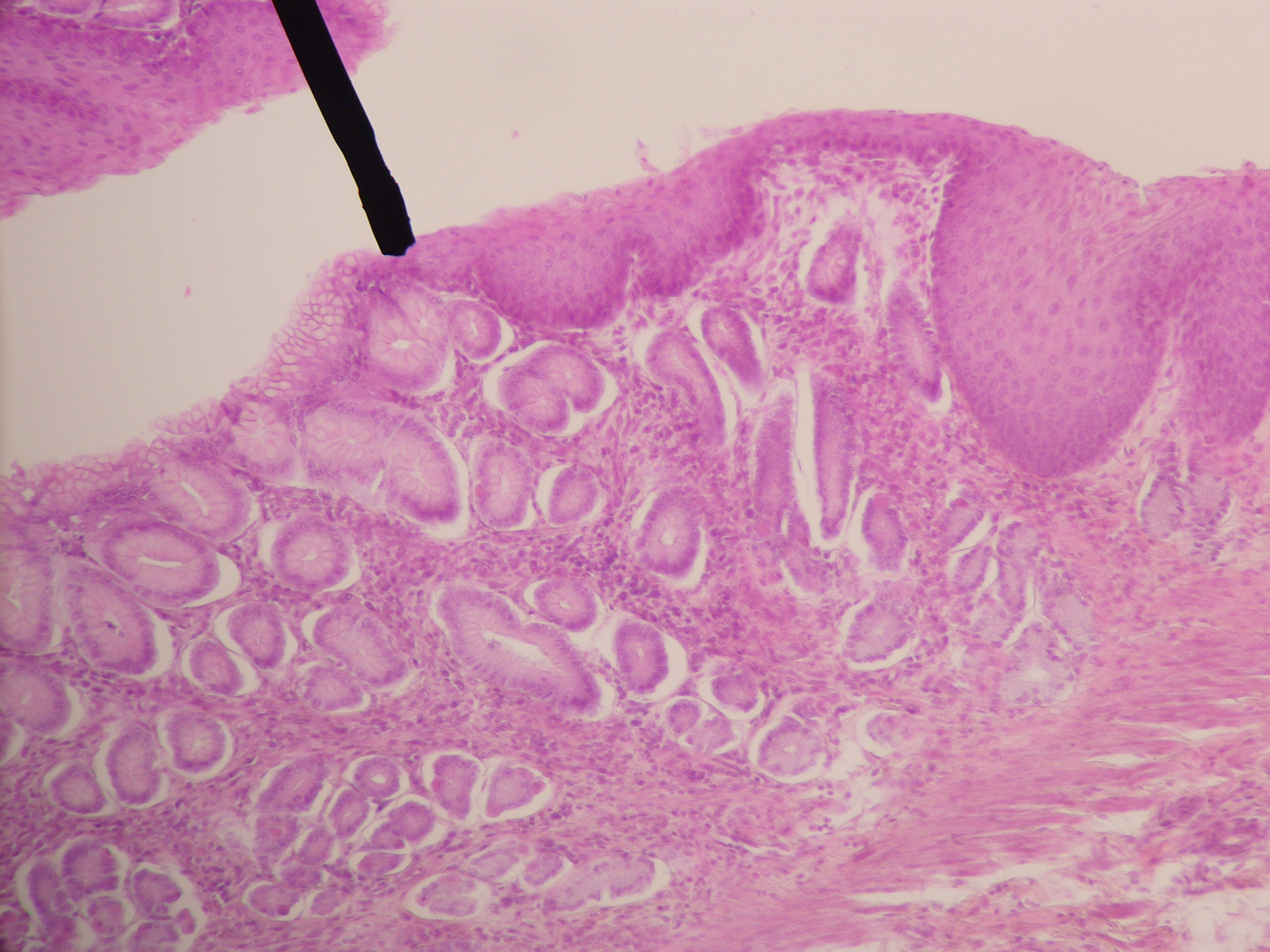
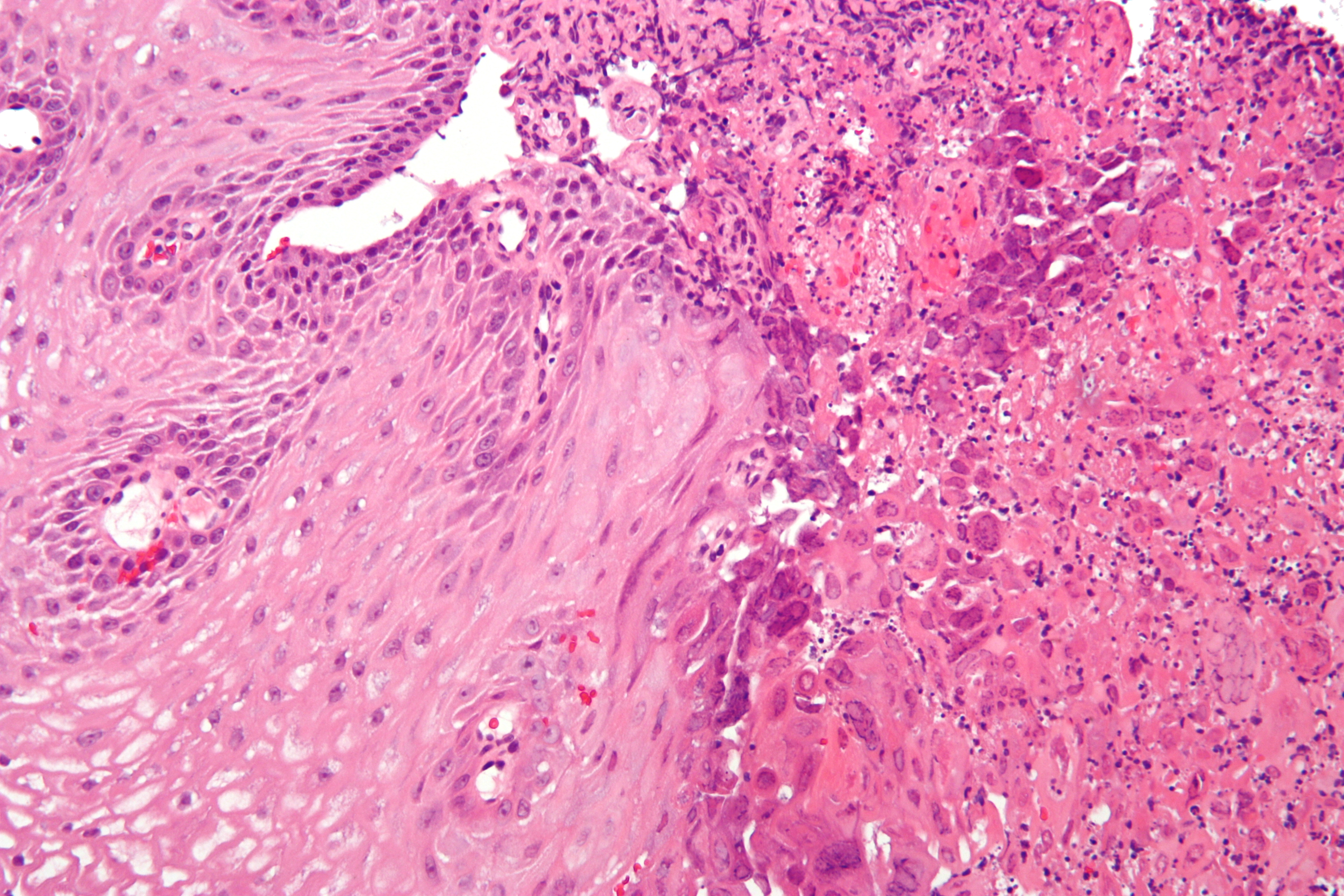
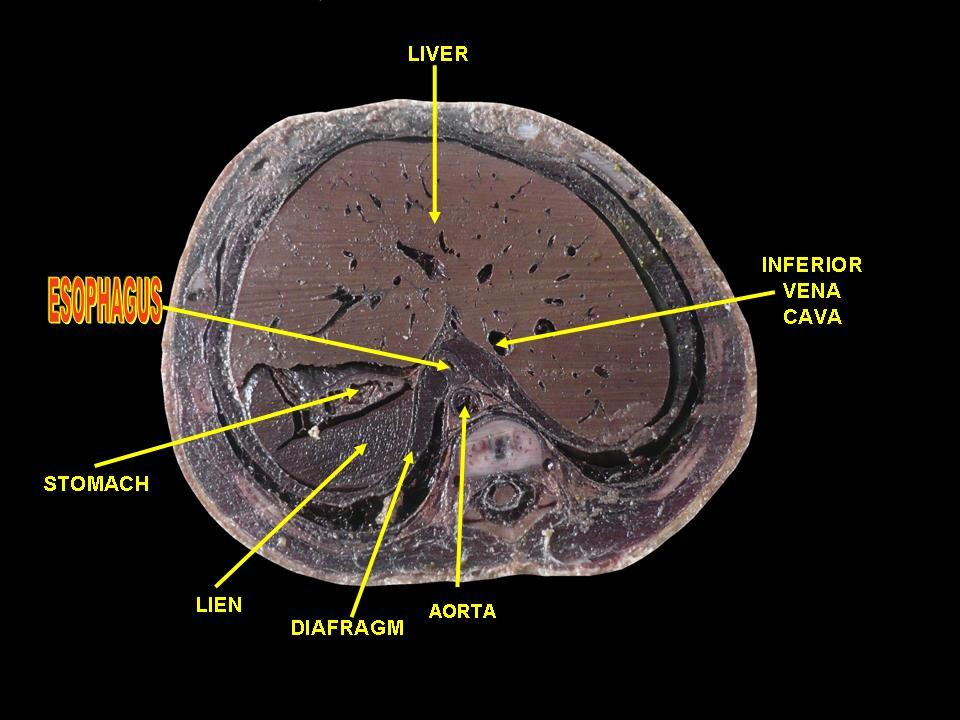